# Traité de Vereeniging
Le traité de Vereeniging consacra la fin de la Seconde Guerre des Boers sur le territoire de l'actuelle Afrique du Sud. Le traité de paix fut négocié en 1902 à Vereeniging et signé à Pretoria le 31 mai 1902. Il fut à l'avantage des Britanniques, car il consacrait l'annexion des deux républiques boers (la république sud-africaine du Transvaal et l'État libre d'Orange), mais accordait cependant des compromis substantiels envers celles-ci.

## Seconde guerre des Boers

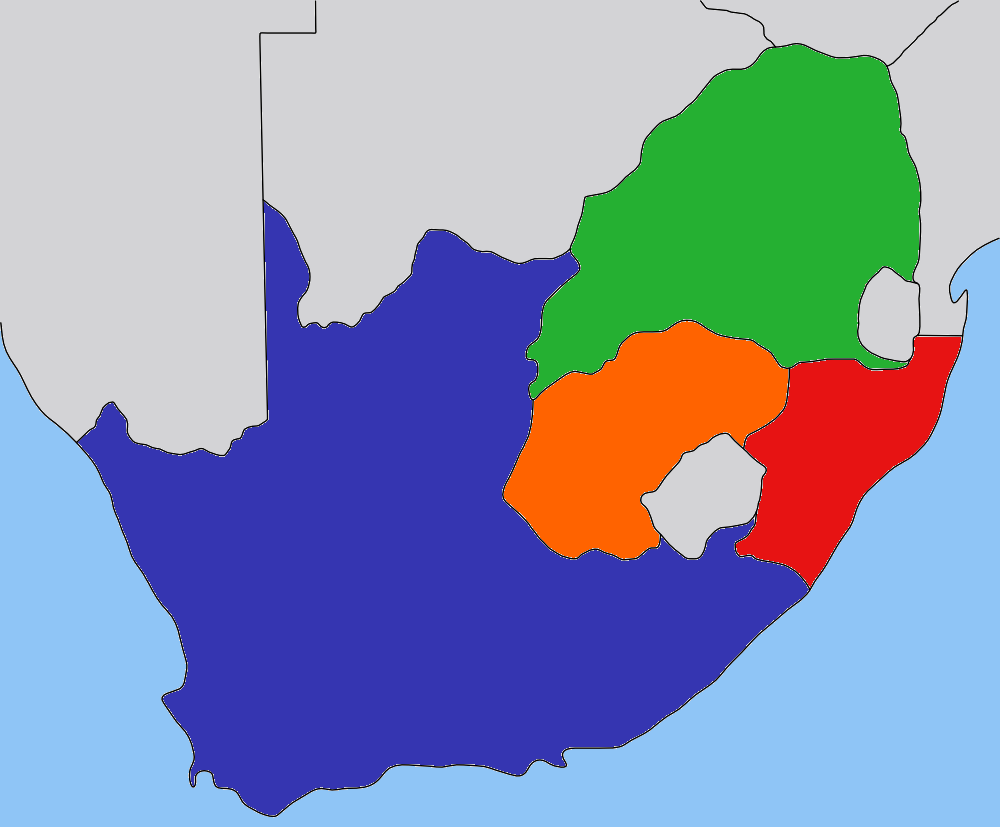
La carte politique de la Région au début de la seconde Guerre des Boers : les deux républiques indépendantes du Transvaal (vert) et de l'État libre d'Orange (orange), et les colonies britanniques du Cap (bleu) et du Natal (rouge). Les deux territoires enclavés sont l'Eswatini au nord-est, et le Basutoland (actuel Lesotho) au centre. Le premier se trouvait formellement sous protectorat du Transvaal, et le second sous protectorat britannique (sous protectorat de la colonie du Cap jusque 1884). Ils ne furent qu'occasionnellement impliqués dans la guerre.

Les Boers, des colons d'origine néerlandaise, allemande et française installés au Cap depuis le XVIIe siècle sous administration de la Compagnie néerlandaise des Indes orientales, avaient progressivement colonisé l'intérieur des terres en tant que Trekboers puis au cours du Grand Trek de 1835 à 1840. Ils souhaitaient s'affranchir de l'influence de la Grande-Bretagne, qui occupait la colonie depuis 1806. Vers le milieu du XIXe siècle, les Boers s'étaient organisés en deux républiques indépendantes, le Transvaal et l'État libre d'Orange, reconnues respectivement par les Britanniques par la convention de Sand River (1852) et la convention du fleuve Orange (en) (1854).
Le secrétaire colonial lord Carnarvon tenta un moment d'étendre l'influence britannique en 1875 en proposant aux deux républiques boers l'organisation d'une fédération de l'Afrique du Sud sur le modèle mis en place en 1867 pour les provinces francophones et anglophones du Canada, mais les dirigeants boers déclinèrent l'invitation. Les annexions britanniques successives (le Basutoland, actuel Lesotho, en 1868, le Bechuanaland, actuel Botswana en 1885, et le Matabeleland par la BSAC, partie de l'actuel Zimbabwe, en 1890) et en particulier l'annexion du Griqualand West en 1873 (puis annexion à la colonie du Cap en 1880) pour accaparer les diamants de Kimberley, créèrent un climat de méfiance entre les Britanniques et les républiques boers.
Une première tentative britannique d'annexion du Transvaal, en profitant de la situation proche de la banqueroute de la république, tourna court, les Boers emportant une franche victoire sur les Britanniques à l'issue de la première guerre des Boers en 1881.
La problématique des droits des uitlanders du Transvaal fut formellement à l'origine de la seconde guerre des Boers. Ces étrangers étaient généralement britanniques et avaient des droits civiques limités. Ils étaient arrivés à la suite de la découverte d'or à Johannesbourg en 1886 et étaient devenus majoritaires sur le gisement central du Witwatersrand, mais restaient minoritaires sur l’ensemble du territoire de la république du Transvaal. Sous l'impulsion de Cecil Rhodes, l'Empire britannique souhaitait surtout étendre son influence sur l'Afrique australe et bénéficier des ressources minières des deux républiques indépendantes. La tension alla croissant à la suite de la tentative de putsch de Jameson début 1896.

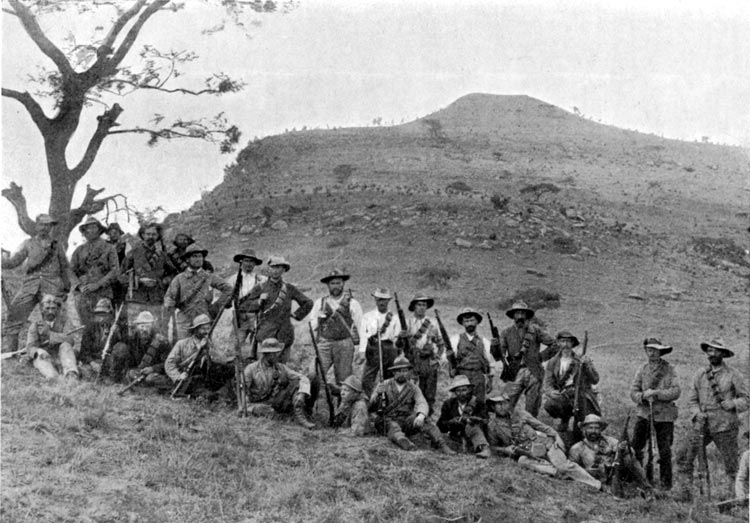
Combattants boers à Spion Kop.

Une dernière négociation sur le statut des Uitlanders intervint lors de la conférence de Bloemfontein (en) au printemps 1899, mais ne put aboutir.
La seconde guerre des Boers débuta le 11 octobre 1899. À la suite des provocations britanniques et sentant la guerre inéluctable, les Boers prirent l'initiative d'envahir les colonies du Cap et du Natal. Ils mirent rapidement le siège autour des villes de Dundee (que les Britanniques abandonnèrent rapidement), Ladysmith, Kimberley et Mafeking. Mal préparés et en sous-effectif, les Britanniques subirent de cinglantes défaites alors qu'ils tentaient de lever les sièges, dont celles de la Semaine noire (batailles de Stormberg, Magersfontein et Colenso) en décembre 1899, et lors de la bataille de Spion Kop en janvier 1900. Les renforts britanniques, sous commandement désormais de lord Roberts et d'Horatio Kitchener, arrivèrent peu après. Les assiégés tinrent bon, et les villes furent progressivement libérées de février à mai 1900.
Les Britanniques progressèrent rapidement vers l'est à la suite de la victoire de la bataille de Paardeberg. Bloemfontein, la capitale de l'État libre d'Orange, fut prise le 13 mars. Pretoria, la capitale du Transvaal, le fut le 5 juin. Johannesbourg, la capitale économique convoitée du Transvaal, avait été prise le 31 mai.
Lord Roberts, pensant la guerre quasiment terminée avec la prise des deux capitales, déclara l'annexion de l'État libre d'Orange le 28 mai, et celle du Transvaal le 25 octobre. Mais les Boers, conscients de leurs faiblesses dans des batailles rangées étant donné leur infériorité numérique, décidèrent de changer leurs tactiques, abandonnant batailles rangées et sièges, et de mener une guerre de guérilla dans les territoires occupés et de raids sur les colonies britanniques voisines, en particulier les vastes terres du Nord et de l'Est de la colonie du Cap.
La guerre ne se limita pas aux quelques mois qu'avait duré la prise des villes principales des deux républiques boers.

## Négociations de Middelburg

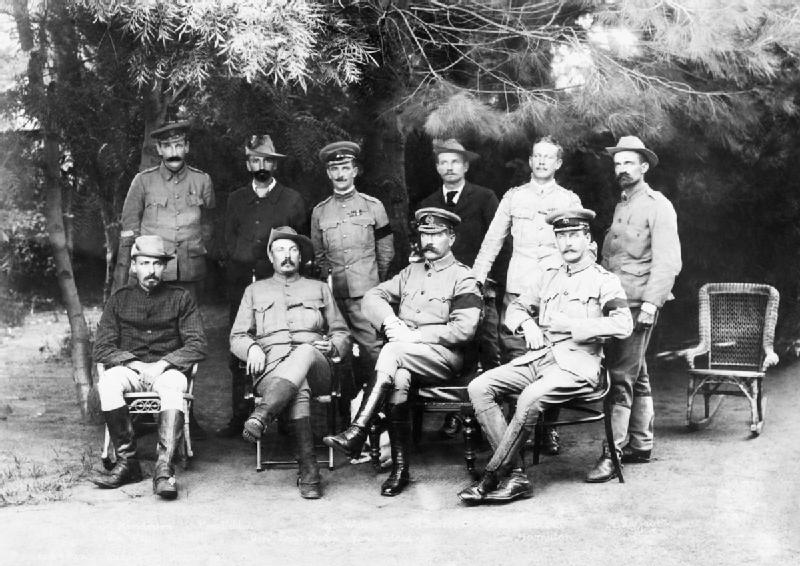
Négociateurs à la conférence de paix de Middleburg le 28 février 1901. Assis (de gauche à droite) : Nicolaas de Wet, général Louis Botha, général Lord Kitchener, colonel Hubert Hamilton ; debout (de gauche à droite) : colonel Henderson, Dirk Overgaauw (“Dick”) van Velden, major Watson, H. Fraser, capitaine Francis Maxwell, H de Jager

Lord Kitchener fut nommé le 29 novembre 1900 commandant en chef pour les opérations contre les Boers, lord Roberts rentrant en Grande-Bretagne. À la suite notamment des revers britanniques lors des batailles de Leliefontein le 7 novembre et de Nooitgedacht le 13 décembre, il pressentit une guerre qui pourrait s'éterniser malgré la suprématie numérique de son armée.
Dès le 28 février 1901, en passant par l'intermédiaire de la veuve du général Joubert, de l'industriel Sammy Marks et de l'épouse de Louis Botha qui entretenaient toujours des contacts entre les deux camps à Pretoria, Herbert Kitchener put rencontrer Botha à Middelburg afin de proposer aux Boers d'envisager les termes d'une paix négociée, avec une soumission au gouvernement britannique tempérée par diverses concessions. Ces discussions seront concrétisées par l'envoi de Kitchener à Botha d'une lettre, connue sous le nom de Proposition de Middelburg.
Ladite proposition se basait sur un texte soumis par Kitchener au secrétaire d'État britannique aux colonies, Joseph Chamberlain, qui comprenait ainsi les dix concessions suivantes :

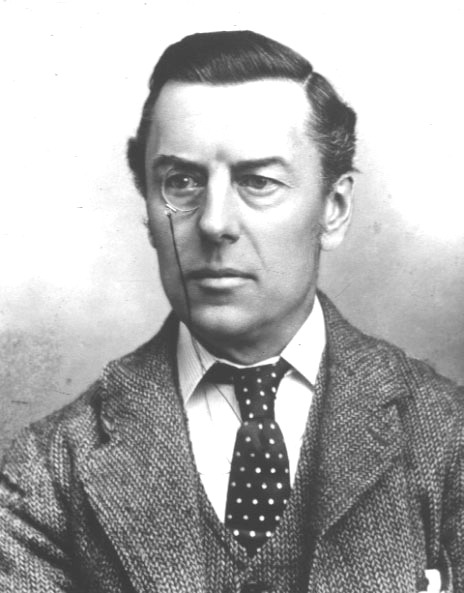
Joseph Chamberlain.

- amnistie pour tous les combattants ;
- retour des Boers prisonniers, que ceux-ci proviennent des deux républiques ou des colonies britanniques, moyennant déclaration d'allégeance ;
- soumission des combattants et mise en place d'une administration britannique, à terme ouverte à représentation boer ;
- utilisation du néerlandais et de l'anglais dans l'enseignement et auprès des cours et des tribunaux ;
- respect des biens de l'Église réformée néerlandaise, des fonds et biens publics et des fonds des orphelins ;
- montant total d'indemnisation des citoyens pour dettes contractées par les deux républiques boers au cours de la guerre de 1 000 000 £ et accès à des prêts à conditions avantageuses pour les habitants pour la reconstruction des biens détruits pendant la guerre ;
- compensation de pertes de chevaux par les fermiers au cours de la guerre ;
- pas d'autres indemnisations de guerre pour les fermiers ;
- possession d'armes à feu moyennant autorisation ;
- instauration à terme d'un gouvernement civil au Transvaal et dans l'État libre d'Orange et droits équivalents à ceux en vigueur dans les deux colonies pour les Noirs des deux républiques.

Joseph Chamberlain à Londres tempéra cependant cette proposition. L'instauration de l'autogouvernance devait précéder une représentation pour les Noirs, car « Et si celle-ci est donnée, elle sera limitée, afin d'assurer la prédominance requise des races blanches, mais le statut légal des Cafres sera similaire à celui dont ils jouissent dans la colonie du Cap » (« And if then given it will be so limited, as to secure the just predominance of the white races, but the legal position of Kaffirs will be similar to that which they hold in the Cape Colony »). Londres n'acceptait pas non plus d’amnistier les Boers rebelles originaires des deux colonies britanniques.

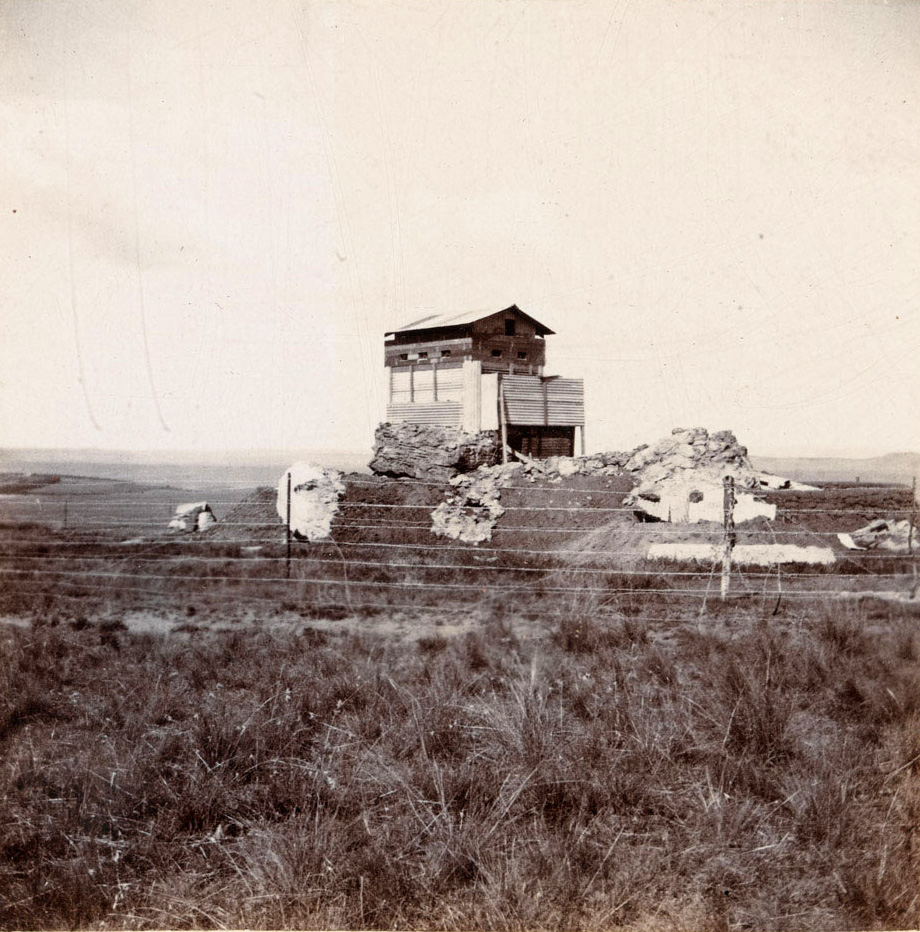
Un blockhouse britannique photographié en 1901 par Parker durant la seconde guerre des Boers. À l'avant-plan, une barrière de fils de fer barbelés.

Le texte modifié fut ainsi proposé le 7 mars à Louis Botha, qui le soumit aux dirigeants et généraux des deux républiques.
La réponse des Boers parvint le 16 mars à Kitchener. Botha et les Transvaaliens furent les plus favorables, alors que les orangistes, plus « ruraux » et fondamentalistes, se montrèrent plus intransigeants, ce qui conduisit au refus des propositions présentées, en particulier pour le refus d'amnistie des Boers des colonies. Alfred Milner, haut commissaire depuis 1897 puis gouverneur de la colonie du Cap à partir de 1900, le plus haut responsable politique sur place, n'était pas non plus favorable à une telle issue, et la guerre se poursuivit pendant plus d'une année encore.
Kitchener reprit alors une guerre plus intensive contre les Boers. Outre l'augmentation des forces britanniques, il ordonna à partir de janvier 1901 le déploiement dans le veld de lignes de fil de fer barbelé et casemates délimitant des secteurs qui seront quadrillés. Il s'attaqua également aux ressources et aux familles des combattants, pratiquant une politique de terre brûlée sur leurs exploitations et incarcérant leurs familles dans ce qui est généralement considéré comme les premiers « camps de concentration ».

## Négociations de Vereeniging
Malgré leur éclatante victoire à la bataille de Tweebosch le 7 mars 1902, les Boers arrivèrent à la conclusion que leur résistance ne pouvait aboutir à une victoire, et finirent par se résoudre à envisager une soumission négociée. Les négociations débutèrent le 11 avril 1902, le jour même de la défaite boer de Rooiwal, avec l'arrivée à Pretoria d'un train spécial embarquant une délégation boer de 6 hommes, soit Schalk Burger, Louis Botha, Jan Kemp et Jan Smuts pour le Transvaal, Marthin Steyn et Christiaan de Wet pour l'État libre d'Orange.

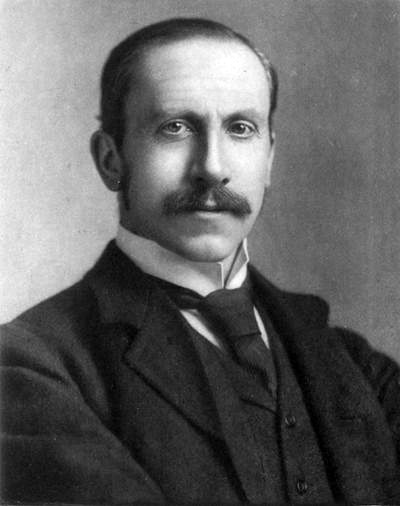
Lord Alfred Milner.

Milner et Kitchener rencontrèrent les dix délégués boers présents le 14 avril. Les premières instructions du gouvernement de Londres furent reçues par télégraphe le 16 avril : les propositions de Middelburg devaient servir de cadre aux négociations, et les seules concessions envisageables relevaient de conditions d'amnistie. Informés le lendemain, les délégués boers demandèrent un armistice complet et l'envoi d'une délégation au Royaume-Uni pour mener les négociations. Kitchener refusa catégoriquement, mais autorisa un armistice local afin de permettre les communications entre les combattants boers et leurs délégués. La discussion se termina sur un désaccord quant à l'ampleur de la consultation qui devait être menée auprès des Boers : seuls les combattants, ou également prisonniers et Boers déjà acquis à l'autorité britannique ? Il fut finalement décidé que toutes les parties se reverraient le 15 mai à Vereeniging et que les Boers enverraient deux délégués pour chaque force existante sur le terrain. Les dirigeants boers retournèrent dans le veld, et Milner réintégra Le Cap.

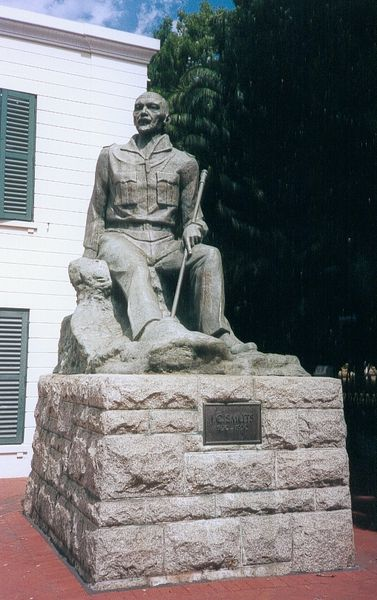
Statue de Jan Smuts au Cap.

Les dissensions avaient cours dans les deux camps : d'une part les Boers pacifiés commençaient à voir les bénéfices de la reconstruction qui avait suivi les politiques brutales de terre brûlée menée de 1900 à 1901, et si la lassitude gagnait les quelques derniers 20 000 combattants, certains considéraient qu'ils pouvaient encore tenir tête aux Britanniques pendant des années. La mortalité des familles dans les camps de concentration avait par ailleurs grandement baissé à la suite de l'envoi de spécialistes en hygiène, l'opinion publique britannique ayant été sensibilisée par Emily Hobhouse quant à la situation sanitaire dramatique dans ces camps. Une politique d'éducation systématique, plus développée que précédemment, avait par ailleurs été initiée. La faim aidant, les confrontations meurtrières avec les tribus africaines devenaient par ailleurs de plus en plus nombreuses. D'autre part, au pragmatisme de Kitchener s'opposait la ligne dure et intransigeante de Milner.

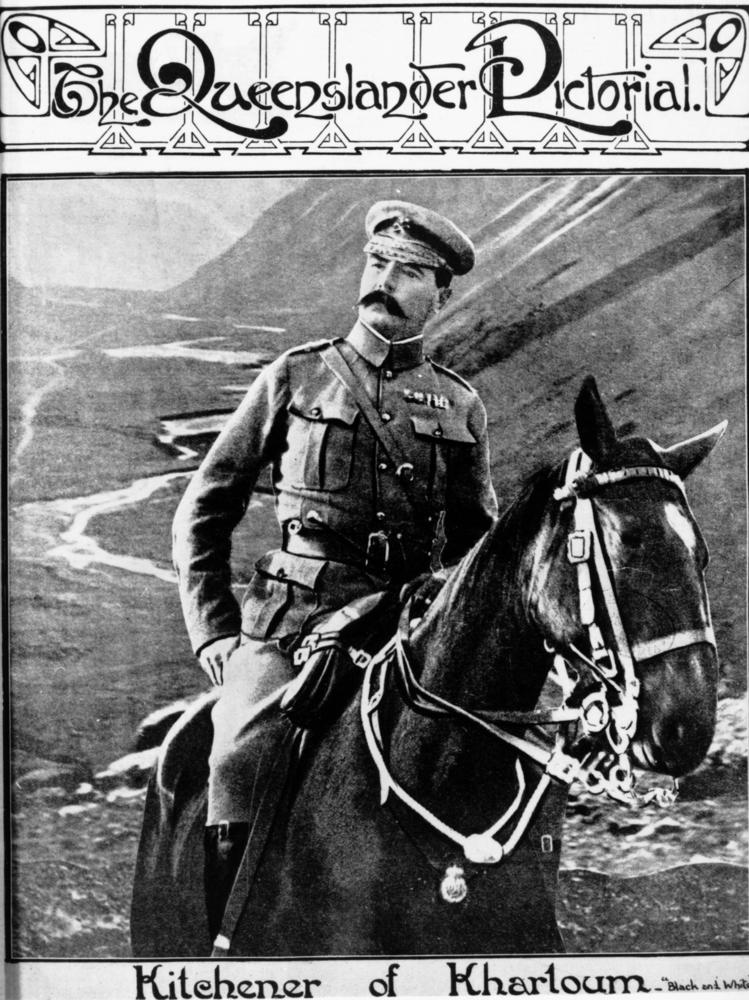
Horatio Herbert Kitchener.

Les trente-six délégués boers se choisirent cinq hommes pour les négociations de Vereeniging : Koos de la Rey, Louis Botha et Jan Smuts pour le Transvaal, James B. Hertzog et Christiaan de Wet pour l'État libre d'Orange. Leur mandat restait limité, de même que pour les négociateurs britanniques, un accord devant être le cas échéant ratifié par les délégués et le gouvernement de Londres.
Les Boers proposèrent d'abord une partition du territoire sous protectorat pour l'essentiel et sous administration coloniale pour certaines parties du Rand et du Swaziland. Cela n'était pas envisageable pour les Britanniques et une discussion fut entamée en petit comité entre d'une part Smuts, et d'autre part Milner et Kitchener. Il en résulta un retour aux termes des propositions de Middelburg. Par ailleurs, les dirigeants boers seraient considérés comme agissant pour le « gouvernement de la république d'Afrique du Sud » et le « gouvernement de l'État libre d'Orange » (formellement abolis par les Britanniques depuis deux années), contre une reconnaissance formelle de la souveraineté d'Édouard VII sur les territoires et par leurs habitants. Smuts protesta violemment, mais les négociations continuèrent sur cette base.
Trois modifications importantes par rapport aux propositions de Middelburg furent finalement acquises aux Boers. Une amnistie conditionnelle fut dorénavant envisagée pour les Boers rebelles établis dans les colonies britanniques, essentiellement la colonie du Cap. Ensuite, l'extension des droits aux Noirs ne devait pas pouvoir être envisagée avant que les deux républiques ne puissent bénéficier de l'autogouvernance. Enfin, l'assistance financière britannique devait être considérablement revue à la hausse.

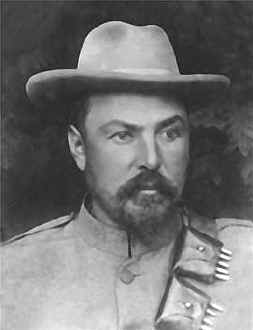
Louis Botha.

L'accord proposé fut envoyé le 22 mai par câble au secrétaire des Colonies à Londres, Joseph Chamberlain. Celui-ci fut âprement discuté, en particulier les clauses liées à l'amnistie, les termes de l’autogouvernance et leurs conséquences sur les droits des Noirs, ainsi que les compensations financières. Le texte fut cependant accepté en l'état et l'accord câblé le 27 mai. Les Boers devaient désormais se prononcer sur ce texte par un « oui » ou un « non ».
Le vote final intervint le 31 mai vers 14 h 00 à Vereeniging.

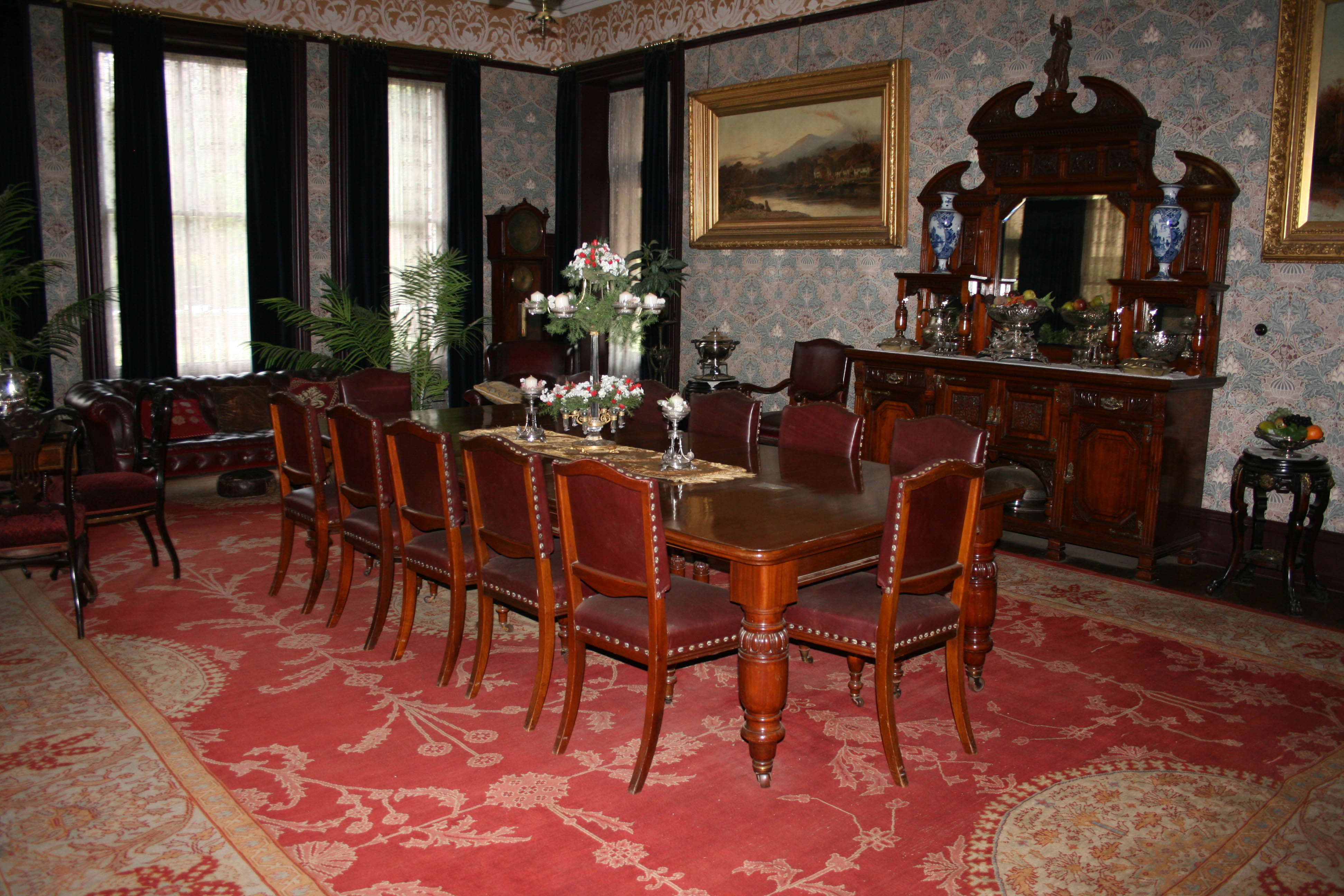
La table de salon où fut signé le traité à Melrose House.

Les partisans de la paix de Kitchener votèrent une motion comprenant les points pour lesquels ils estimaient devoir accepter cette paix :
- la famine des femmes et des enfants ;
- la détention de ceux-ci en camps de concentration ;
- le manque de moyens pour continuer la guerre ;
- les combats avec les Africains ;
- la proclamation de confiscation des terres des rebelles par Kitchener le 7 août 1901 ;
- l'impossibilité de garder des prisonniers britanniques.

Botha et les Transvaaliens tentèrent ensuite d'aller convaincre Smuts et les orangistes d'accepter cette paix. Ils réussirent à les rallier à leur cause.
Parmi les soixante délégués présents, cinquante-quatre votèrent « oui » et six « non ». Passée l'émotion, les représentants des deux gouvernements prirent le train pour signer la paix au quartier général britannique de Melrose House à Pretoria.
Kitchener brisa le silence qui suivit la signature du traité par « Nous sommes désormais de bons amis » (« We are good friends now »).

## Termes du traité
Ce traité consacra la fin des hostilités et la reddition de toutes les forces armées boers aux Britanniques, avec remise de l'armement. Une promesse d'autogouvernance des deux républiques fut également donnée, en tant que colonies de l'Empire britannique. Les deux républiques boers convinrent de se soumettre à la souveraineté britannique sous les dix conditions suivantes :
- dépôt des armes par les citoyens boers et soumission à l'autorité britannique ;
- retour au pays des prisonniers boers moyennant déclaration d'allégeance à la couronne britannique ;
- respect de la liberté et de la propriété pour ces citoyens boers ;
- pas de poursuites contre ces citoyens boers, à part pour des actes répréhensibles et réputés hors des traditions de guerre, qui seront susceptibles de Cour martiale ;
- autorisation de l'utilisation du néerlandais (plus tard l'afrikaans) dans les écoles et devant les tribunaux ;
- autorisation de port d'arme par les citoyens boers moyennant autorisation ;
- instauration d'un gouvernement civil et d'une représentation au Transvaal et dans l'État libre d'Orange et à terme l'autogouvernance (effective en 1906 pour le Transvaal et en 1907 pour l'État libre d'Orange) ;
- pas de discussions concernant les droits des natifs (noirs) avant que l'autogouvernance ait été donnée (droits qui ne furent finalement accordés qu'en 1994) ;
- pas de taxe sur la propriété imposée aux citoyens boers ;
- instauration de commissions, avec une représentativité des citoyens boers, permettant la restauration des Boers dans leurs droits de propriétés et éventuelles indemnisations à la suite de la guerre (3 000 000 £ seront alloués aux citoyens boers, ainsi qu'un accès à des prêts à conditions avantageuses).

Peu après que l'autogouvernance eut été accordée aux colonies boers, l'union d'Afrique du Sud fut fondée le 31 mai 1910 à la suite de l'adoption du South Africa Act. L'Union parvint à une complète indépendance après la conférence impériale de 1926 et le Statut de Westminster en 1931. Le pays devint une république en 1961.
Botha sera le Premier ministre de l'Union en 1910. Tous les chefs de gouvernement de l'Union jusqu'à la fin de l'apartheid seront des Afrikaners, qui seront toujours plus nombreux que les descendants des colons britanniques.
La guerre eut aussi des conséquences majeures pour l'Empire britannique. Elle fut la plus longue, la plus coûteuse (environ 200 millions de livres sterling), et la plus meurtrière entre les guerres napoléoniennes et la Première Guerre mondiale. Elle causa plus de victimes britanniques que la guerre de Crimée (cependant, lors de cette dernière, davantage de soldats moururent de maladie).

## Signataires
Les signataires pour l'Empire britannique furent le général lord Kitchener of Khartoum, commandant en chef des forces britanniques, et lord Milner, haut commissaire de la colonie du Cap.
Les signataires pour la république du Transvaal furent S.W. Burger, F.W. Reitz, Louis Botha, J.H. de la Rey, L.J. Meyer, et J.C. Krogh.
Les signataires pour l'État libre d'Orange furent W.J.C. Brebner, C.R. de Wet, J.B.M. Hertzog, et C.H. Olivier.

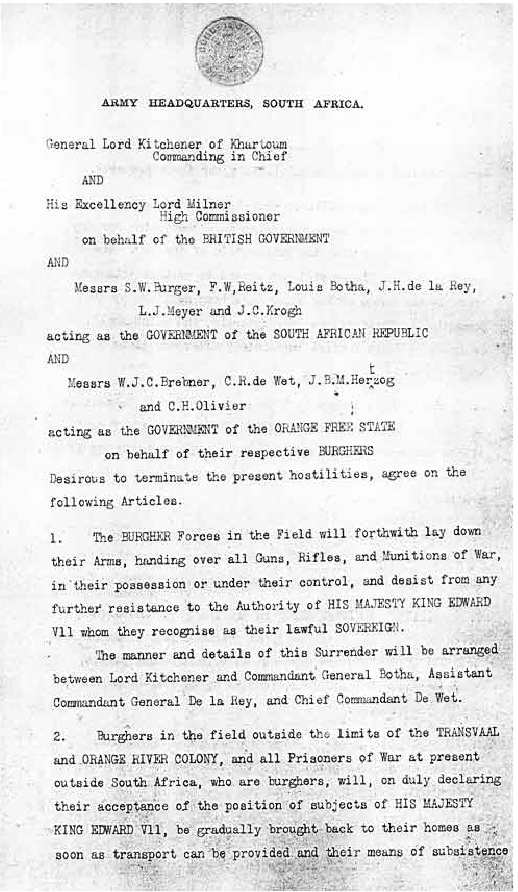
Le traité - page 1.
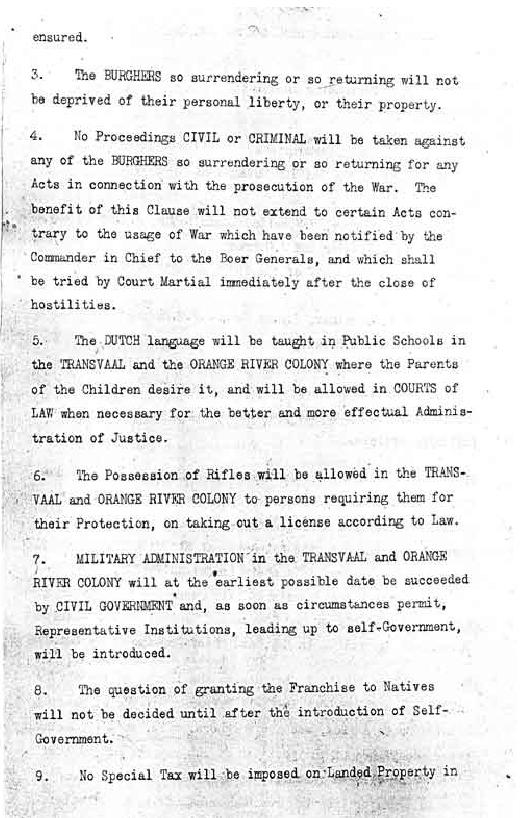
Page 2.
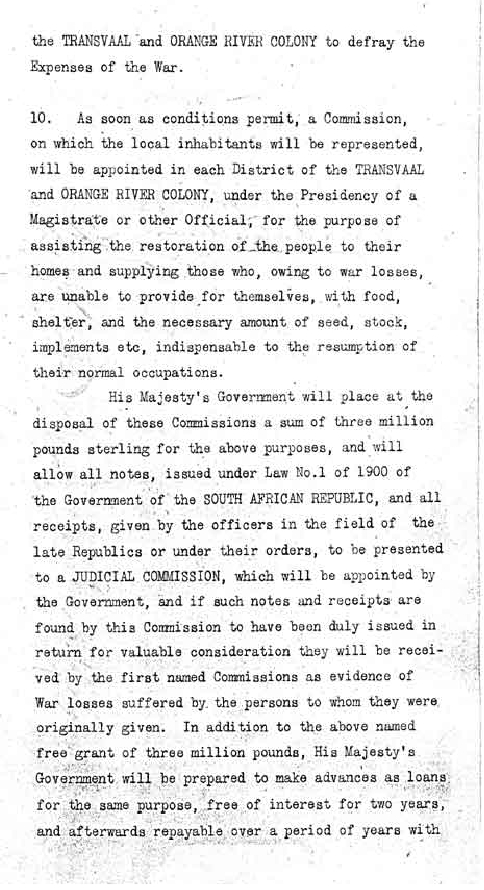
Page 3.
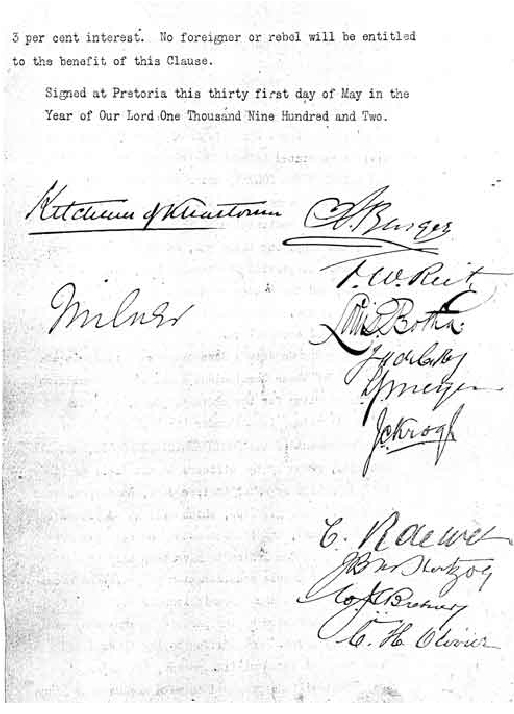
Page 4.

## Sources
- (en) Arthur Conan Doyle, The Great Boer War, 1902, 476 p. (ISBN 1-4043-0472-X, lire en ligne).
- (en) Howard Clemens Hillegas, With the Boer Forces, Londres, Methuen & Co, 1900, Pdf (lire en ligne).
- (en) John Daniel Kestell et Dirk Eliza Van Velden (trad. Dirk Eliza Van Velden), The Peace Negotiations between the Governments of the South African Republic and the Orange Free State, and the Representatives of the British Government, which terminated in the Peace concluded at Vereeniging on the 31st May, 1902, disponible sur le site du projet Gutenberg. [« De Vredesonderhandelingen tusschen Boer en Brit in Zuid Afrika »], Londres, Richard Clay & Sons, LTD., Brunswick Street, S.E., 1912, 212 p..
- (en) Thomas Pakenham, The Boer War, Johannesburg et Cape Town, Jonathan Ball Publishers, 1997, 2e éd., 659 p. (ISBN 0-297-81914-3, présentation en ligne).

John Daniel Kestell et Dirk Eliza Van Velden, qui publièrent en 1908 les minutes des négociations de Vereeniging renseignées ci-dessus, étaient à l'époque secrétaires d’État boers, respectivement de l’État libre d'Orange et du Transvaal.